# ثورة المارة
ثورة المارة هي منظمة لمكافحة التنمر و البلطجة، تأسست في عام 2014 من قبل المليارديرة والمؤلفة والوالدة ماكنزي بيزوس. تقدم المنظمة نصائح حول الأشياء البسيطة التي يمكن القيام بها للقضاء على التنمر. موقع ثورة المارة هو مصدر عبر الإنترنت يتضمن مئات مقاطع الفيديو غير المشفرة التي تعرض المشاهير والطلاب والخبراء وغيرهم ممن يتحدثون عن تجاربهم الشخصية مع التنمر.
وتوفر ثورة المارة حلولًا جماعية لمواجهة التنمر والإجراءات المقترحة التي يمكن أن يتخذها المارة عندما يرون ظاهرة التنمر، بالإضافة إلى دروس ووسائط متعددة مجانية حول موضوعات مكافحة البلطجة للمعلمين.

## روابط خارجية
- ثورة المارة على موقع IMDb (الإنجليزية)